# 27. Arany Málna-gála
A 27. Arany Málna-gálán (Razzies) – egyfajta ellen-Oscar-díjként – az amerikai filmipar 2006. évi legrosszabb filmjeit, illetve azok alkotóit díjazták tizenegy kategóriában. A „győztesek” kihirdetésére 2007. február 24-én, a 79. Oscar-gála előtti napon került sor a hollywoodi Ivar Színházban. Az értékelésben az USA 42 államában és 12 külföldi országban élő 757 filmkedvelő, kritikus, újságíró és filmes szaktekintély G.R.A.F.-tag  vett részt.
A jelöléseket 2007. január 22-én jelentették be. Ebben az évben a korábbi legrosszabb remake vagy folytatás kategóriát kettéválasztották legrosszabb előzményfilm vagy folytatás, illetve legrosszabb remake vagy koppintás kategóriákra, továbbá – a minőségi gyermekfilmeket hiányolva – különdíjat ítéltek oda annak a korhatár nélküli, illetve 12 év alatt szülői felügyelettel megtekinthető filmnek, amely „a legrosszabb ürügy családi szórakozásra”.
Ebben az évben három film kapott 7-7 jelölést: az Elemi ösztön 2.  című thriller, Sharon Stone főszereplésével, a Kiscsávó című filmkomédia, valamint a videójátékból készült akciófilm, a BloodRayne – Az igazság árnyékában. Az Elemi ösztön 2. négy, míg a Kiscsávó három díjat „nyert”. 4 jelöléséből 2 díjat gyűjthetett be a Lány a vízben című fantasy-dráma. 
Most első alkalommal a díjátadót mobiltelefonról közvetítették az interneten, az NBC kábel- és információs csatornáján (MSNBC.com).

## Díjazottak és jelöltek
| „Győztes” |

| Kategória                                | „Győztesek” és jelöltek |
| ---------------------------------------- | --- |
| Legrosszabb film                         | Elemi ösztön 2., producer: Mario Kassar, Joel B. Michaels és Andrew G. Vajna (Sony/Columbia)                                                                                         |
| Legrosszabb film                         | BloodRayne – Az igazság árnyékában, producer: Uwe Boll, Daniel Clarke és Shawn Williamson (Romar Entertainment)                                                                      |
| Legrosszabb film                         | Kiscsávó, producer: Keenen Ivory Wayans, Marlon Wayans, Shawn Wayans, Lee Mayes és Rick Alvarez (Sony/Revolution)                                                                    |
| Legrosszabb film                         | Lány a vízben, producer: M. Night Shyamalan és Sam Mercer (Warner Bros.) |
| Legrosszabb film                         | Rejtélyek szigete, producer: Nicolas Cage és Avi Lerner (Warner Bros.) |
| Legrosszabb remake vagy koppintás        | Kiscsávó, producer: Keenen Ivory Wayans, Marlon Wayans, Shawn Wayans, Lee Mayes és Rick Alvarez (Sony/Revolution; az 1954-es Babby Buggy Bunny című Tapsi Hapsi-rajzfilm koppintása) |
| Legrosszabb remake vagy koppintás        | Összekutyulva, producer: David Hoberman és Tim Allen (Disney) |
| Legrosszabb remake vagy koppintás        | Poseidon, producer: Wolfgang Petersen, Duncan Henderson, Mike Fleiss és Akiva Goldsman (Warner Bros.)                                                                                |
| Legrosszabb remake vagy koppintás        | Rejtélyek szigete, producer: Nicolas Cage és Avi Lerner (Warner Bros.) |
| Legrosszabb remake vagy koppintás        | A rózsaszín párduc, producer: Robert Simonds (Sony/Columbia) |
| Legrosszabb előzetes film vagy folytatás | Elemi ösztön 2., producer: Mario Kassar, Joel B. Michaels és Andrew G. Vajna (Sony/Columbia)                                                                                         |
| Legrosszabb előzetes film vagy folytatás | Gagyi mami 2., producer: David T. Friendly és Michael Green (Fox) |
| Legrosszabb előzetes film vagy folytatás | Garfield 2., producer: John Davis (Fox) |
| Legrosszabb előzetes film vagy folytatás | Télapu 3. – A szánbitorló, producer: Robert F. Newmyer, Brian Reilly és Jeffrey Silver (Disney)                                                                                      |
| Legrosszabb előzetes film vagy folytatás | A texasi láncfűrészes mészárlás: A kezdet, producer: Michael Bay, Mike Fleiss, Tobe Hooper, Kim Henkel, Andrew Form és Brad Fuller (New Line)                                        |
| Legrosszabb férfi főszereplő             | Marlon Wayans és Shawn Wayans – Kiscsávó |
| Legrosszabb férfi főszereplő             | Tim Allen – Télapu 3. – A szánbitorló, Összekutyulva és Szupersuli |
| Legrosszabb férfi főszereplő             | Nicolas Cage – Rejtélyek szigete |
| Legrosszabb férfi főszereplő             | Larry the Cable Guy (Dan Whitney) – Botcsinálta ellenőr |
| Legrosszabb férfi főszereplő             | Rob Schneider – Lúzer SC és Kiscsávó |
| Legrosszabb női főszereplő               | Sharon Stone – Elemi ösztön 2. |
| Legrosszabb női főszereplő               | Hilary Duff és Haylie Duff – Lányok a pácban |
| Legrosszabb női főszereplő               | Lindsay Lohan – Cserebere szerencse |
| Legrosszabb női főszereplő               | Kristanna Loken – BloodRayne – Az igazság árnyékában |
| Legrosszabb női főszereplő               | Jessica Simpson – Akikre büszkék vagyunk! – A hónap dolgozója |
| Legrosszabb férfi mellékszereplő         | M. Night Shyamalan – Lány a vízben |
| Legrosszabb férfi mellékszereplő         | Danny DeVito – Kiskarácsony mindenáron |
| Legrosszabb férfi mellékszereplő         | Ben Kingsley – BloodRayne – Az igazság árnyékában |
| Legrosszabb férfi mellékszereplő         | Martin Short – Télapu 3. – A szánbitorló |
| Legrosszabb férfi mellékszereplő         | David Thewlis – Elemi ösztön 2. és Ómen |
| Legrosszabb női mellékszereplő           | Carmen Electra – Csajozós film és Horrorra akadva 4. |
| Legrosszabb női mellékszereplő           | Kate Bosworth – Superman visszatér |
| Legrosszabb női mellékszereplő           | Kristin Chenoweth – Kiskarácsony mindenáron, A rózsaszín párduc és Rumlis vakáció |
| Legrosszabb női mellékszereplő           | Jenny McCarthy – Dögölj meg, John Tucker |
| Legrosszabb női mellékszereplő           | Michelle Rodriguez – BloodRayne – Az igazság árnyékában |
| Legrosszabb filmes páros                 | Shawn Wayans és Kerry Washington vagy Marlon Wayans – Kiscsávó |
| Legrosszabb filmes páros                 | Tim Allen és Martin Short – Télapu 3. – A szánbitorló |
| Legrosszabb filmes páros                 | Nicolas Cage és medvekosztüme – Rejtélyek szigete |
| Legrosszabb filmes páros                 | Hilary és Haylie Duff – Lányok a pácban |
| Legrosszabb filmes páros                 | Sharon Stone féloldalas cickói – Elemi ösztön 2. |
| Legrosszabb rendező                      | M. Night Shyamalan – Lány a vízben |
| Legrosszabb rendező                      | Uwe Boll – BloodRayne – Az igazság árnyékában |
| Legrosszabb rendező                      | Michael Caton-Jones – Elemi ösztön 2. |
| Legrosszabb rendező                      | Ron Howard – A Da Vinci-kód |
| Legrosszabb rendező                      | Keenen Ivory Wayans – Kiscsávó |
| Legrosszabb forgatókönyv                 | Elemi ösztön 2., forgatókönyv: Leora Barish és Henry Bean; Joe Eszterhas karakterei alapján                                                                                          |
| Legrosszabb forgatókönyv                 | BloodRayne – Az igazság árnyékában, forgatókönyv: Guinevere Turner, a BloodRayne videójáték alapján                                                                                  |
| Legrosszabb forgatókönyv                 | Lány a vízben, írta: M. Night Shyamalan |
| Legrosszabb forgatókönyv                 | Kiscsávó, írta: Keenen Ivory Wayans, Marlon Wayans és Shawn Wayans |
| Legrosszabb forgatókönyv                 | Rejtélyek szigete, forgatókönyv: Neil LaBute; Anthony Schaffer forgatókönyvének adaptálásával                                                                                        |
| A legrosszabb ürügy családi szórakozásra | Rumlis vakáció (Sony/Columbia) |
| A legrosszabb ürügy családi szórakozásra | Garfield 2. (Fox) |
| A legrosszabb ürügy családi szórakozásra | Kiskarácsony mindenáron (Fox) |
| A legrosszabb ürügy családi szórakozásra | Összekutyulva (Disney) |
| A legrosszabb ürügy családi szórakozásra | Télapu 3. – A szánbitorló (Disney) |

## A kategóriákban előforduló filmek
| Jelölés | Díj | Magyar cím                                  | Eredeti cím                                |
| ------- | --- | ------------------------------------------- | ------------------------------------------ |
| 7       | 4   | Elemi ösztön 2.                             | Basic Instinct 2                           |
| 7       | 3   | Kiscsávó                                    | Little Man                                 |
| 7       | 0   | BloodRayne – Az igazság árnyékában          | BloodRayne                                 |
| 5       | 0   | Rejtélyek szigete                           | The Wicker Man                             |
| 5       | 0   | Télapu 3. – A szánbitorló                   | The Santa Clause 3: The Escape Clause      |
| 4       | 2   | Lány a vízben                               | Lady in the Water                          |
| 3       | 0   | Kiskarácsony mindenáron                     | Deck the Halls                             |
| 3       | 0   | Összekutyulva                               | The Shaggy Dog                             |
| 2       | 1   | Horrorra akadva 4.                          | Scary Movie 4                              |
| 2       | 1   | Rumlis vakáció                              | RV                                         |
| 2       | 0   | A rózsaszín párduc                          | The Pink Panther                           |
| 2       | 0   | Garfield 2.                                 | Garfield: A Tail of Two Kitties            |
| 2       | 0   | Lányok a pácban                             | Material Girls                             |
| 1       | 1   | Csajozós film                               | Date Movie                                 |
| 1       | 0   | A Da Vinci-kód                              | The Da Vinci Code                          |
| 1       | 0   | A texasi láncfűrészes mészárlás: A kezdet   | The Texas Chainsaw Massacre: The Beginning |
| 1       | 0   | Akikre büszkék vagyunk! – A hónap dolgozója | Employee of the Month                      |
| 1       | 0   | Botcsinálta ellenőr                         | Larry the Cable Guy: Health Inspector      |
| 1       | 0   | Cserebere szerencse                         | Just My Luck                               |
| 1       | 0   | Dögölj meg, John Tucker                     | John Tucker Must Die                       |
| 1       | 0   | Gagyi mami 2.                               | Big Momma's House 2                        |
| 1       | 0   | Lúzer SC                                    | The Benchwarmers                           |
| 1       | 0   | Ómen                                        | The Omen                                   |
| 1       | 0   | Poseidon                                    | Poseidon                                   |
| 1       | 0   | Superman visszatér                          | Superman Returns                           |
| 1       | 0   | Szupersuli                                  | Zoom                                       |